# مدیریت دانش

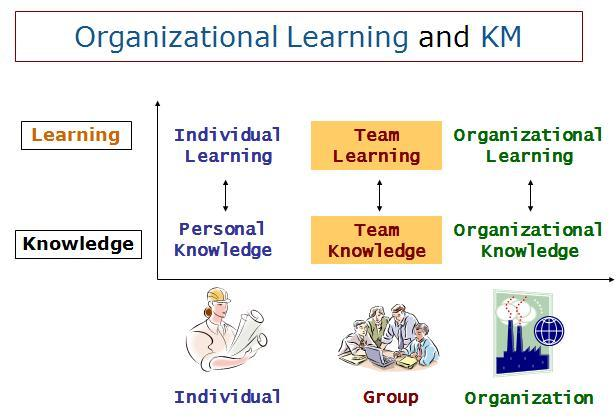
تصویر نموداری مدیریت دانش

مدیریت دانش، مدیریت دانایی یا مدیریت اندوخته‌های علمی (به انگلیسی: Knowledge management - KM) به معنای در دسترس قرار دادن نظام‌مند اطلاعات و اندوخته‌های علمی است، به گونه‌ای که به هنگام نیاز، در اختیار افرادی که نیازمند آن‌ها هستند، قرار گیرند تا آن‌ها بتوانند کار روزمره خود را با بازدهی بیشتر و مؤثرتر انجام دهند. مدیریت دانش، شامل یک سری استراتژی و راهکار برای شناسایی، ایجاد، نمایندگی، پخش و تطبیق بینش‌ها و تجارب در سازمان می‌باشد.

## واژه‌گزینی
در زبان فارسی تا به حال اصطلاح «مدیریت دانش» برای Knowledge Management متداول بوده‌است. در زبان انگلیسی میان Science و Knowledge تفاوت وجود دارد. Knowledge به تمامی آگاهی‌ها و مهارت‌هایی گفته می‌شود که از آزمایش و آموزش به دست آمده‌است. درحالی‌که Science به کوشش عملی و هوشمندانه‌ای گفته می‌شود که از راه مشاهده و آزمایش به مطالعهٔ منظم رفتار و ساختار جهان طبیعی و دیدنی می‌پردازد. (فرهنگ لغت آکسفورد)
بنابراین واژهٔ دانش را به جای Knowledge و واژهٔ علم را به جای Science می‌توان پیشنهاد کرد.
در این متن، به جای استفاده از واژه دانش در مقابل Knowledge، گاهی از واژه دانایی استفاده شده‌است. البته واژه دانایی معانی خاص خودش را در حوزه‌های گوناگون دیگر همچون فلسفه، روانشناسی و جامعه‌شناسی نیز داراست. از آنجا که تحقیقات کاربردی در حوزه مدیریت دانایی نسبتاً جدید است، در این خصوص تعریف خاص و دقیقی که مورد قبول محققان قرار گیرد وجود ندارد. آنچه مسلم است آن که می‌توان با آشنایی با تعاریف گوناگون، ابعاد و مصادیق این امر را بیشتر شناخت و آن را بهتر به کار گرفت.

## مدیریت دانش و خدمات مرجع (کتابخانه ای)
یکی از شاخه‌های فرعی اقتصاد دانش است؛ مدیریت دانش، کاملاً یک روش جدید مدیریت را معرفی می‌کند. این مفهوم بر تبدیل موهبتهای عقلانی کارکنان و سازماندهی نیروهای سودمند درونی اعضاء کارکنان – نیروی رقابت و ارزش جدید- عمل می‌کند. مدیریت دانش بر پیوند اطلاعات با اطلاعات، اطلاعات با فعالیت‌ها و اطلاعات با فرد- برای تحقق اشتراک دانش (از قبیل دانش ضمنی و دانش صریح) توجه دارد؛ و با مدیریت اطلاعات کاملاً متفاوت است. کارکردهای سنتی کتابخانه؛ گردآوری، پردازش، اشاعه، ذخیره‌سازی، بهره‌برداری از اطلاعات مدرک به منظور فراهم آوردن خدمت برای جامعه است. در دوره اقتصاد دانش، کتابخانه به عنوان گنجینه دانش بشری، سهیم شدن در پیشرفت دانش و حلقه ارتباطی مهم در زنجیره پیشرفت دانش خواهد بود. در قرن بیست و یکم کتابخانه‌ها به‌طور اجتناب ناپذیری با موضوع جدید مدیریت دانش مواجه خواهند بود.
مدیریت دانش در کتابخانه‌ها می‌باید بر پژوهش و توسعه دانش، ایجاد پایگاه دانش، مبادله و اشتراک دانش بین کارکنان کتابخانه (از جمله کاربرانش)، آموزش کارکنان کتابخانه، تسریع پردازش صریح از دانش غیر صریح و تحقق اشتراک آن تمرکز کنند.
تعریف مدیریت دانش:
مدیریت دانش رویکرد نظام مند یافتن، درک و استفاده از دانش برای دستیابی به اهداف سازمانی است و از طریق کاهش زمان و هزینهٔ آزمایش و خطا یا تکرار، ایجاد ارزش می‌کند.

## تعاریف گوناگون
داده‌ها نقاط بی‌معنی در فضا و زمان هستند که هیچ‌گونه اشاره‌ای به فضا و زمان ندارند. داده‌ها شبیه رویداد حرف یا کلمه‌ای خارج از زمینه (بدون رابطه) می‌باشند. دانایی مجموعه‌ای از شناخت‌ها و مهارت‌های لازم برای حل مسئله‌است، لذا اگر اطلاعاتی که در دست است بتواند مشکلی را حل کند می‌توان گفت دانایی وجود دارد. ضمن اینکه دانایی باید امکان تبدیل به دستورالعمل اجرائی و عملی شدن را داشته باشد. «نوناکا» بر این اعتقاد است که دانش ضمنی کاملاً شخصی بوده، رسمی‌کردن آن بسیار مشکل است، از این رو انتقال آن به دیگران به آسانی مؤثر نیست. به عبارت دیگر، دانش ضمنی در قالب ذهنیتها، مهارت‌ها و توانمندی‌های افراد و سازمان متبلور می‌شود (مهدی‌زاده ملاباشی، تورج، «سنجش جایگاه دانش سازمانی در زنجیره ارزش سازمان‌های استراتژی محور»، ۱۳۸۸) یکی از تعاریف ساده مدیرت دانش :علم به‌علاوه تجربه برابر با دانش است.
مدیریت دانش ارتقاء یک رویکرد جامع برای شناسایی، تسخیر، بازیافتن، تسهیم و ارزشیابی یک سرمایه اطلاعاتی سازمان است. این سرمایه اطلاعاتی
ممکن است، داده‌ها، اسناد، خط مشی و رویه‌ها باشد. (Gartner Group,1999)
مدیریت دانش فرایندی است که طی آن سازمان به تولید ثروت از دانش یا سرمایه فکری خودمی‌پردازد.(Nonaka&Takuchi,1995). مدیریت دانش یعنی استفاده خلاق، مؤثر و کارآمد از کلیه دانش‌ها و اطلاعات در دسترس سازمان به نفع مشتری و در نتیجه به سود سازمان (McDonald, 2002). مدیریت دانش استفاده از تجربه و دانش فردی و جمعی از طریق فرایند تولید دانش، تسهیم دانش و به‌کارگیری آن به کمک فناوری به منظور دستیابی به اهداف سازمان (بقایی نیا، ۱۳۸۶). مدیریت دانش به‌کارگیری سرمایه فکری برای تفوق سازمان در رقابت با سازمان‌های همتا، همچنین پاسخ‌های نوآورانه‌ای برای چالش‌های جدید و اهرمی برای
عمل و یک میانجی است (علاقه بند، ۱۳۸۲). مدیریت دانش به عنوان جمع‌آوری، توزیع و استفاده کارا از منابع دانش تعریف شده‌است (داون پورت، ۱۹۹۸). مدیریت دانش به عنوان مجموعه‌ای از رویه‌ها،  زیرساخت‌ها و ابزارها ی فنی و مدیریتی است که در جهت خلق، تسهیم و به‌کارگیری اطلاعات و دانش در درون و بیرون سازمان‌ها طراحی شده‌اند (بون فور، ۲۰۰۳). مرکز بهره‌وری و کیفیت آمریکا، مدیریت دانش را فرایند گسترده کسب، سازماندهی، انتقال و استفاده از اطلاعات  در سازمان می‌داند. تعاریفی که سایر نظریه پردازان از مدیریت دانش ارائه می‌نمایند ما را در شناخت هر چه بیشتر آن یاری می‌رساند.
کارلس آرمسترانگ: مدیریت دانش فعالیتی سازمانی است که هدف از آن به وجود آوردن محیطی اجتماعی و فنی است که بتوان در آن محیط دانش تولید کرده و آن را با دیگران تقسیم نمود.
لاری پروساک: مدیریت دانش تلاشی برای آشکار نمودن دارایی پنهان در ذهن اعضا و تبدیل این دارایی پنهان به یک دارایی سازمانی تا همه کارکنان سازمان به این دارایی دسترسی داشته باشند.
هربرت سنت آنگو: مدیریت دانش یعنی ایجاد نوعی ارزش از دارایی‌های پنهان سازمان؛ ما زمانی به این هدف دست می‌یابیم که برای افراد ارزش قائل شویم و توانائی‌های آن‌ها را برای تولید و جمع‌آوری و مبادله دانش افزایش دهیم.
توماس دوپورت: مدیریت دانش عملیات کشف، سازماندهی، خلاصه کردن و ارائه اطلاعات است به شکلی که معلومات کارکنان را بهبود بخشد.
به‌طور کلی می‌توان اینگونه بیان کرد که مدیریت دانش ارائه دانش درست به افراد درست در زمان درست می‌باشد.

## مفهوم مدیریت دانش
مدیریت دانش، یعنی مدیریت فعالیت‌های دانشی؛ مدیریت دانش یعنی مدیریت اذهان و مستندات. مدیریت دانش فراتر از انجام فعالیت‌های دانشی است. مدیریت دانش لایه‌ای فراتر از فعالیت‌های دانشی بوده و متمرکز بر اهداف و راهبردهایی است که فعالیت‌های دانشی را بهبود دهد.
فعالیت‌های خلق، اشتراک، بهره‌برداری و … فعالیت‌های دانشی هستند که باید مدیریت شوند. به عنوان مثال اشتراک دانش، جز مدیریت دانش نیست، بلک موضوع مدیریت دانش است. نقش مدیریت دانش، بهبود اشتراک دانش است، نه انجام آن.
مدیریت دانش، مدیریت طیف وسیعی از فعالیت‌های است که برای مبادله، خلق یا ارتقای سرمایه‌های فکری در سطح کلان به کار می‌رود. مدیریت دانش طراحی هوشمندانه فرایندها، ابزار، ساختار و غیره با قصد افزایش، نوسازی، اشتراک یا بهبود استفاده از دانش است که در هر کدام از سه عنصر سرمایه فکری یعنی ساختاری، انسانی و اجتماعی نمایان می‌شود. مدیریت دانش فرایندی است که به سازمان‌ها کمک می‌کند تا اطلاعات و مهارت‌های مهم را که به عنوان حافظه سازمانی محسوب می‌شود و به‌طور معمول به صورت سازماندهی نشده وجود دارند، شناسایی، انتخاب، سازماندهی و منتشر نمایند. این امر مدیریت سازمان‌ها را برای حل مسائل یادگیری، برنامه‌ریزی راهبردی و تصمیم گیری‌های پویا به صورت کارا و مؤثر قادر می‌سازد.

### علل پیدایش مدیریت دانش
1. دگرگونی مدل کسب و کار صنعتی که سرمایه‌های یک سازمان اساساً سرمایه‌های قابل لمس و مالی بودند (امکانات تولید، ماشین، زمین و غیره) به سمت سازمان‌هایی که دارایی اصلی آن‌ها غیرقابل لمس بوده و با دانش، خبرگی، توانایی و مدیریت برای خلاق‌سازی کارکنان آن‌ها گره خورده‌است.
2. افزایش فوق‌العاده حجم اطلاعات، ذخیره الکترونیکی آن و افزایش دسترسی به اطلاعات به‌طور کلی ارزش دانش را افزوده‌است؛ زیرا فقط از طریق دانش است که این اطلاعات ارزش پیدا می‌کند، دانش همچنین ارزش بالایی پیدا می‌کند. زیرا به اقدام نزدیک تر است. اطلاعات به خودی خود تصمیم ایجاد نمی‌کند، بلکه تبدیل اطلاعات به دانش مبتنی بر انسان‌ها است که به تصمیم و بنابراین به اقدام می‌انجامد.
3. تغییر هرم سنی جمعیت و ویژگی‌های جمعیت شناختی که فقط در منابع کمی به آن اشاره شده‌است. بسیاری از سازمان‌ها دریافته‌اند که حجم زیادی از دانش مهم آن‌ها در آستانه بازنشستگی است. این آگاهی فزاینده وجود دارد که اگر اندازه‌گیری و اقدام مناسب انجام نشود، قسمت عمده این دانش و خبرگی حیاتی به سادگی از سازمان خارج می‌شود.
4. تخصصی تر شدن فعالیت‌ها نیز ممکن است خطر از دست رفتن دانش سازمانی و خبرگی به واسطه انتقال یا اخراج کارکنان را به همراه داشته باشد.

در بدو امر به مدیریت دانش فقط از بعد فناوری نگاه می‌شد و آن را یک فناوری می‌پنداشتند. اما به تدریج سازمان‌ها دریافتند که برای استفاده واقعی از مهارت کارکنان، چیزی ماورای مدیریت اطلاعات موردنیاز است. انسان‌ها در مقابل بعد فناوری و الکترونیکی، در مرکز توسعه، اجرا و موفقیت مدیریت دانش قرار می‌گیرند و همین عامل انسانی وجه تمایز مدیریت دانش از مفاهیم مشابهی چون مدیریت اطلاعات است.
در کل مدیریت دانش را می‌توان از دیدگاه‌های مختلفی دسته‌بندی و نسل بندی کرد. به عنوان مثال، اگر همگرایی میان مدیریت دانش و مدیریت فناوری را معیار قرار دهیم به نسل‌هایی از مدیریت دانش همچون مدیریت دانش سنتی، مدیریت دانش اجتماعی، مدیریت دانش معنایی و مدیریت دانش هوشمند می‌رسیم. 
اما در این نوشتار معیار دسته‌بندی انواع مدیریت دانش را مقیاس و حجم پروژه‌های مدیریت دانش در نظر می‌گیریم.
از این دیدگاه
سه نوع مدیریت دانش وجود دارد:
مدیریت دانش بزرگ (Big KM): مدیریت دانش بزرگ دربارهٔ برنامه‌های مدیریت دانش در مقیاس بنگاه اقتصادی است که با یک استراتژی بالا به پایین شروع می‌شود و به دنبال دستیابی به دورترین نقاط یک سازمان می‌باشد.
مدیریت دانش کوچک (Little KM): این نوع مدیریت دانش دربارهٔ کاربرد سریع روش‌های مدیریت دانش برای مسائل کسب و کار به طریقی است که موجب ایجاد درک و حس شود
مدیریت دانش شخصی (Personal KM): این مدیریت دانش دربارهٔ توسعه آگاهانه منش‌ها و عادت‌ها برای شناسایی، مکان‌یابی و پردازش دانش و اتصالات شخصی است.

## راهبردهای مدیریت دانش
مدیریت کلان جهت کارآمدی زیرسیستم‌های خود می‌بایست ماهیت، اصول و ابعاد مدیریت دانش را بشناسد. راهبردهایی که ماهیت و توانایی متفاوت مدیران را منعکس می‌نماید عبارتنداز:
1. راهبرد دانش به عنوان راهبرد کسب وکار که روشی جامع و با وسعت سازمانی برای مدیریت دانش است، که بیشتر به عنوان یک محصول در نظر گرفته می‌شود.
2. راهبرد مدیریت سرمایه‌های فکری که بر به‌کارگیری و ارتقای سرمایه‌هایی که از قبل در سازمان وجود دارند، تأکید دارد.
3. راهبرد مسئولیت برای سرمایه دانش فردی که از کارکنان حمایت و آن‌ها را ترغیب می‌کند تا مهارت‌ها و دانش خود را توسعه دهند و دانش خود را با یکدیگر درمیان گذارند.
4. راهبرد خلق دانش که بر نوآوری و آفرینش دانش جدید از طریق واحدهای تحقیق و توسعه تأکید می‌کند.
5. راهبرد انتقال دانش که به عنوان بهترین فعالیت در بهبود کیفیت امور و کارایی سازمان مورد توجه قرار گرفته‌است.
6. راهبرد دانش مشتری- محور که با هدف درک ارباب رجوع و نیازهای آن‌ها بکار گرفته می‌شود تا خواسته آن‌ها به دقت فراهم شود.

## تعریف مدیریت دانایی
تحقیق در ادبیات مدیریت، نشان می‌دهد که هیچ تعریف مورد توافقی از مدیریت دانایی وجود ندارد. تعاریف عمدتاً بر قابلیت‌های سازمانی در خصوص تولید ثروت از دارایی‌های دانایی مدار متمرکز هستند؛ و نقش مدیریت دانایی، اکتساب، جمع‌آوری و استفاده از دانایی فنی سازمانی و درس‌های آموخته شده‌است.
کمی بیش از ده سال از عمر ابداع مفهوم کلی مدیریت دانش و دانایی می‌گذرد و در این مدت، تعاریف گوناگونی در این خصوص ارائه گردیده که هر یک ابعادی از این موضوع را نمایش می‌دهند. در ذیل به بیان مهم‌ترین این تعاریف می‌پردازیم:
1. مدیریت دانایی فرایند سیستماتیک منسجمی است که ترکیب مناسبی از فناوری‌های اطلاعاتی و تعامل انسانی را به کار می‌گیرد تا سرمایه‌های اطلاعاتی سازمان را شناسایی، مدیریت و تسهیم کند. این دارایی‌ها شامل پایگاه‌های اطلاعاتی، اسناد، سیاست‌ها، و رویه‌ها می‌شود. علاوه بر این هم شامل دانش آشکار وهم دانش ضمنی کارکنان را دربر میگیردو از روش‌های متنوع و گسترده برای تصرف، ذخیره‌سازی و تسهیم دانش در داخل یک سازمان استفاده می‌کند.
2. مدیریت دانایی، بنایی سنجیده، صریح و اصولی برای تجدید و استفاده از دانایی در جهت افزایش تأثیر و بازگشت دانایی مربوط به سرمایه دانایی است.
3. تعریف مدیریت دانایی، اغلب به حوزه‌های تخصصی نویسندگان مقالات وابسته‌است. مدیریت دانایی را به صورت فرایند مستمر اطمینان از توسعه تجربی سازمان‌ها در جهت بهبود قابلیت حل مشکلات سازمانی، و حمایت از مزیت رقابتی تعریف می‌کنند. مدیریت دانایی را به عنوان قابلیت خلق ارزش افزوده از طریق دارایی‌های ناملموس سازمانی تعریف می‌کنند.Waltz عقیده دارد که مدیریت دانایی، به محدوده‌های سازمانی، فرایندها و فناوری‌های اطلاعاتی مختلفی مربوط است که برای دستیابی، خلق و نشر دانایی جهت تحقق مأموریت سازمانی، اهداف کسب و کار و استراتژی‌ها به کار گرفته می‌شوند
4. فرایند خلق، انتشار و به‌کارگیری دانش به منظور دستیابی به اهداف سازمانی.
5. فلسفه‌ای که شامل مجموعه‌ای از اصول، فرایندها، ساختارهای سازمانی و فناوری‌های بکار گرفته شده که #افراد را به منظور اشتراک و به‌کارگیری دانششان جهت مواجهه با اهداف آن‌ها یاری می‌رساند
6. مدیریت دانایی مجموعه فرایندهایی است که خلق، نشر و کاربری دانایی را کنترل می‌کنند.
7. مدیریت دانایی، رسمی‌سازی و دسترسی به تجربه، دانایی و دیدگاه‌های استادانه را که قابلیت‌های جدید، قدرت کارایی بالاتر، تشویق نوآوری و افزایش ارزش مشتری را در پی داشته باشند، هدف قرار می‌دهد.
8. مدیریت دانایی، دانستن ارزش دانایی، فهم اطلاعات سازمان، استفاده از سیستم‌های تکنولوژی اطلاعات و ارتباطات به منظور حفظ، استفاده و کاربرد دوباره دانایی می‌باشد.
9. مدیریت دانایی شامل فرایند ترکیب بهینه دانش و اطلاعات در سازمان و ایجاد محیطی مناسب به منظور تولید، اشتراک و به‌کارگیری دانش و تربیت نیروهای انسانی خلاق و نوآور است.
10. مدیریت دانایی، مدیریت اطلاعات و داده به همراه مهار تجربیات ضمنی و نهایی افراد جهت تسهیم، استفاده و توسعه توسط سازمان است که به بهره‌وری بیشتر سازمان منجر می‌گردد.
11. مدیریت دانایی به مشابه چتری است که مباحث متعدد مربوط به ارزش دانایی به عنوان یک عامل تولیدی را در بر می‌گیرد.
12. مدیریت دانایی، فرایند کشف، کسب، توسعه و ایجاد، نگهداری، ارزیابی و به‌کارگیری دانایی مناسب در زمان مناسب توسط فرد مناسب در سازمان است که از طریق ایجاد پیوند میان منابع انسانی، فناوری اطلاعات و ارتباطات و ایجاد ساختاری مناسب برای دستیابی به اهداف سازمانی صورت پذیرد.

## دانایی صریح و ضمنی
تحقیقات بسیاری نشان می‌دهد که تنها ۲۰٪ دانایی «صریح» (آشکار و واضح) (Explicit) و ۸۰٪ مابقی دانایی «ضمنی» (تلویحی و نهفته) (Tacit or implicit) است. مفاهیم مربوط به این دو نوع دانایی و صفات و ویژگی‌های آ ن‌ها را در تعاریف زیر بهتر می‌توان دریافت:

### دانایی صریح
مقالهٔ اصلی: دانش صریح
دانایی است که وضوح کافی برای درک آن وجود دارد. دانای صریح، دانایی است که قابل کد شدن است. منظور از کد، هر گونه کد، اعم از کد نوشتاری، گفتاری، رفتاری و… است. مصادیق این نوع از دانایی، کتاب، مقاله، سخنرانی، روش‌های مدون سازمانی و سایر مستندات مشابه، می‌باشد.
.....

### دانایی ضمنی
مقالهٔ اصلی: دانش ضمنی
چنین دانایی به سه دلیل از شفافیت و وضوح کافی برخوردار نیست:
1. توانایی تشریح و تعریف دانایی وجود دارد ولی هنوز به عنوان یک دانایی عرضه و معرفی نشده‌است.
2. توانایی تشریح و تعریف وجود دارد، اما اراده و قصد آن وجود ندارد.
3. توانایی تشریح دانایی وجود ندارد.

معمولاً باید این نوع دانایی را در درون اذهان انسان‌ها، رویه‌های سازمان، و نیز در اندوخته‌های فرهنگی جوامع گوناگون مستتر یافت. هرچند که مدیریت دانایی ضمنی، به مراتب مشکل‌تر از دانایی آشکار است، اما ارزش آن در کسب مزیت رقابتی در سازمان، بیشتر می‌باشد.

## مهندس دانش
مهندس دانش (Knowledge Engineer) فردی است که در فرایند مهندسی دانش (Knowledge Engineering) تبحر دارد؛ وی می‌تواند سه فعالیت استخراج، تحلیل و مدلسازی دانش را انجام دهد. این سه فعالیت منجر به تولید یک پایگاه دانش ساخت یافته مبتنی بر مدل‌های دانش با قابلیت استفاده مجدد می‌شود که می‌تواند به عنوان محتوای ورودی در یک سیستم مبتنی بر دانش استفاده شود. در نگاه‌های غیرحرفه‌ای تر مهندس دانش به عنوان نقشی برای اجرای برخی فرایندهای ساده مدیریت دانش تنزل پیدا می‌کند.